# Юрки (Ленинградская область)
Юрки́ — деревня в Пустомержском сельском поселении Кингисеппского района Ленинградской области.

## История
На карте Ингерманландии А. И. Бергенгейма, составленной по шведским материалам 1676 года, она обозначена как деревня Dobrowa.
На шведской «Генеральной карте провинции Ингерманландии» 1704 года — как деревня Dubrova.
Как деревня Дуброва она обозначается на «Географическом чертеже Ижорской земли» Адриана Шонбека 1705 года.
Как деревня Юрка — на карте Ингерманландии А. Ростовцева 1727 года.
Как деревня Тороюрка она обозначена на карте Санкт-Петербургской губернии Я. Ф. Шмидта 1770 года.
Упоминается на карте Санкт-Петербургской губернии Ф. Ф. Шуберта 1834 года как деревня Юрка.

ЮРКА — деревня принадлежит тайному советнику Блоку, число жителей по ревизии: 39 м. п., 47 ж. п. (1838 год)

Упоминается на карте профессора С. С. Куторги 1852 года, как деревня Юрка.

ЮРКИ — деревня дочери штабс-капитана Блока, 10 вёрст почтовой, а остальное по просёлочной дороге, число дворов — 11, число душ — 38 м. п. (1856 год)

ЮРКО — деревня, число жителей по X-ой ревизии 1857 года: 37 м. п., 40 ж. п., всего 77 чел.

ЮРКА — деревня владельческая при колодце, по 1-й Самерской дороге, число дворов — 12, число жителей: 44 м. п., 47 ж. п. (1862 год)

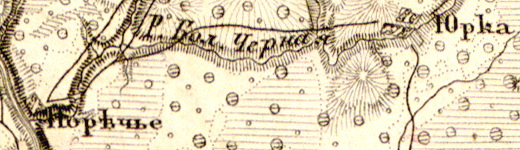
Деревня Юрки на карте 1863 года

ЮРКО — деревня, по земской переписи 1882 года: семей — 19, в них 48 м. п., 53 ж. п., всего 101 чел.

ЮРКО — деревня, число хозяйств по земской переписи 1899 года — 13, число жителей: 37 м. п., 40 ж. п., всего 77 чел.;
 разряд крестьян: бывшие владельческие; народность: русская

В конце XIX — начале XX века деревня административно относилась к Ястребинской волости 1-го стана Ямбургского уезда Санкт-Петербургской губернии.
С 1917 по 1926 год деревня Юрка входила в состав Юрского сельсовета Ястребинской волости Кингисеппского уезда.
С 1926 года в составе Среднесельского сельсовета. Согласно данным переписи населения СССР 1926 года в деревне Юрка проживали 89 человек — большинство русские, а также эстонцы.
С февраля 1927 года в составе Кингисеппской волости. С августа 1927 года в составе Кингисеппского района.
По данным 1933 года деревня Юрки входила в состав Среднесельского сельсовета Кингисеппского района.
В 1939 году население деревни Юрка составляло 263 человека.
Согласно областным административным данным в 1940 году деревня была присоединена к посёлку Ивановское.
Деревня была освобождена от немецко-фашистских оккупантов 31 января 1944 года.
В 1950 году население деревни Юрка составляло 46 человек.
По данным 1966, 1973 и 1990 годов деревня Юрки находилась в составе Пустомержского сельсовета Кингисеппского района.
В 1997 году в деревне Юрки проживали 7 человек, в 2002 году — 3 человека (все русские), в 2007 году — 6.

## География
Деревня расположена в юго-восточной части района на автодороге 41К-618 (Ивановское — Юрки).
Расстояние до административного центра поселения — 16 км.
Расстояние до ближайшей железнодорожной станции Веймарн — 16,5 км.

## Демография
| 1838 | 1862 | 1997 | 2007 | 2010 | 2017 |
| ---- | ---- | ---- | ---- | ---- | ---- |
| 86   | ↗91  | ↘7   | ↘6   | ↗10  | ↘4   |

### Национальный состав
Согласно данным Всероссийской переписи населения 2021 года в деревне проживали 13 человек, из них:
 русские — 12, армяне — 1 человек.

## Улицы
Высокий переулок, Ручейный переулок, Садовый переулок, Тихая.

## Садоводства
Юрки